# Hino (Shiga)
Hino (jap. 日野町, -chō) ist eine Stadt südöstlich des Biwa-Sees im Gamō-gun im Osten der japanischen Präfektur Shiga.

## Geschichte
Am 16. März 1955 erfolgte der Zusammenschluss des alten Hino mit den Mura Minamihizusa (南比都佐村, -mura), Kitahizusa (北比都佐村, -mura), Kaigake (鎌掛村, -mura), Nishiōji (西大路村, -mura), Higashisakuradani (東桜谷村, -mura) und Nishisakuradani (西桜谷村, -mura) zum neuen Hino.

## Sehenswürdigkeiten
- Themenpark „Blumenhügel“ (burume no oka), eröffnet 1997: der Park wurde in Anlehnung zur deutschen Blumenkultur errichtet; im Sommer werden verschiedene Veranstaltungen geboten; die deutsche Partnerstadt Neustadt an der Aisch erhielt auf 120 m² die Möglichkeit, ein Heimatmuseum einzurichten (Schwerpunkte: Wohnen um die Jahrhundertwende, Landwirtschaft, Fischerei und Schulwesen); Kopien von Bauwerken, Türmen und Gasthäusern im fränkischen Stil wurden errichtet – unter anderem auch der Marktplatz-Brunnen aus Neustadt an der Aisch – allerdings ziert ihn nicht der Neptun (wie beim Original), sondern die Gänseliesel.
- Rathaus
- Kulturhalle
- 3 Golfplätze

## Verkehr
- Straße:
  - Nationalstraßen 307, 477
- Zug:
  - Ōmi Tetsudō Hauptlinie nach Maibara und Kōka

## Angrenzende Städte und Gemeinden

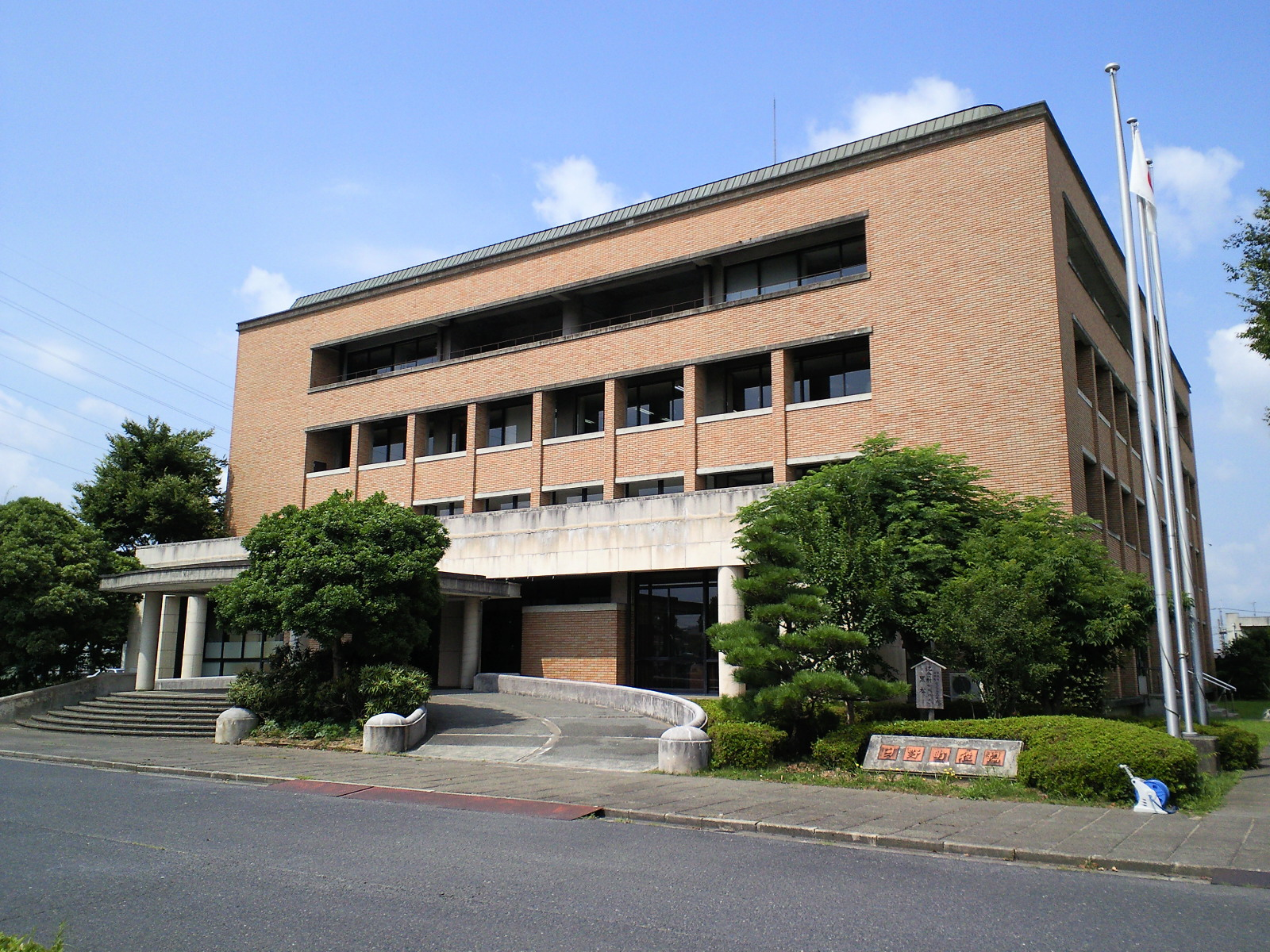
Rathaus

- Higashiōmi
- Kōka

## Städtepartnerschaften
- Embu (seit 1984)
- 恩山面, Buyeo-gun, Chungcheongnam-do (seit 1990)
- Neustadt an der Aisch (seit 1997)